# Selem Safar
Selem Safar (Mar del Plata, Buenos Aires; 6 de mayo de 1987) es un jugador de baloncesto argentino de origen sirio. Actualmente integra el plantel de San Lorenzo de la Liga Nacional de Básquet de Argentina.

## Carrera profesional
Surgido en Kimberley de Mar del Plata, tuvo su debut en la Liga en Quilmes frente a Boca Juniors el 7 de noviembre de 2003, pero no pudo establecerse y el club lo cedió a préstamo tres veces (jugó en Ciclista y Olimpia de Venado Tuerto). Una vez vencido su contrato, se mudó a la ciudad de Junín para sumarse a Argentino, club en donde mejoró sus actuaciones y logró el ascenso en 2010 siendo el goleador del equipo. Ese año volvería a Mar del Plata para jugar en Peñarol, donde logra el campeonato nacional en su primera temporada, así como el Torneo Súper 8 2011. La temporada siguiente repitió el título nacional y se mantuvo en el club por un año más. Luego, jugó en San Lorenzo, donde salió campeón. En 2018 emigró a Colombia, donde jugó varias temporadas en Titanes de Barranquilla, ayudando al equipo a obtener tres veces el campeonato local. 
En julio de 2024 se unió a Zárate Basket. Sin embargo en enero de 2025 regresó a San Lorenzo.

### Clubes
| Temporada | Club                    | País      | Liga |
| 2003/04   | Quilmes                 | Argentina | LNB  |
| 2004/05   | Quilmes                 | Argentina | LNB  |
| 2005/06   | Olimpia                 | Argentina | TNA  |
| 2006/07   | Ciclista Juninense      | Argentina | LNB  |
| 2007/08   | Quilmes                 | Argentina | LNB  |
| 2008/09   | Argentino               | Argentina | TNA  |
| 2009/10   | Argentino               | Argentina | TNA  |
| 2010/11   | Peñarol                 | Argentina | LNB  |
| 2011/12   | Peñarol                 | Argentina | LNB  |
| 2012/13   | Peñarol                 | Argentina | LNB  |
| 2013/14   | Boca Juniors            | Argentina | LNB  |
| 2014/15   | Obras Basket            | Argentina | LNB  |
| 2015/16   | Obras Basket            | Argentina | LNB  |
| 2016/17   | San Lorenzo             | Argentina | LNB  |
| 2017/18   | San Lorenzo             | Argentina | LNB  |
| 2018/19   | Comunicaciones          | Argentina | LNB  |
| 2019/20   | Comunicaciones          | Argentina | LNB  |
| 2020      | Titanes de Barranquilla | Colombia  | LPBC |
| 2021-I/II | Titanes de Barranquilla | Colombia  | LPBC |
| 2022      | Riachuelo               | Argentina | LNB  |
| 2022      | Titanes de Barranquilla | Colombia  | LPBC |
| 2023      | Nacional                | Uruguay   | LUB  |
| 2023      | Centauros de Portuguesa | Venezuela | SBV  |
| 2023/24   | Regatas Corrientes      | Argentina | LNB  |
| 2024      | Zárate Basket           | Argentina | LNB  |
| 2025      | San Lorenzo             | Argentina | LNB  |

## Selección nacional

### Argentina
Safar participó del Campeonato Sudamericano de Baloncesto de Cadetes de 2003. 
Su debut con la selección mayor de Argentina fue en 2012, jugando ese año el Campeonato Sudamericano de Baloncesto en el que su equipo obtuvo el título en disputa.
En 2013 participó del Campeonato FIBA Américas y de las copas Stankovic y Marchand entre otros torneos. Al año siguiente, luego de destacarse con el equipo nacional en los Juegos Suramericanos y en el Campeonato Sudamericano de Baloncesto, terminó integrando el grupo de jugadores que representó a la Argentina en la Copa Mundial de Baloncesto de 2014. 
Safar también formó parte del combinado argentino que terminó segundo en el Campeonato FIBA Américas de 2015 y consiguió la clasificación a los Juegos Olímpicos de Río de Janeiro 2016.
Su última participación con la selección de Argentina fue en 2020 en una de las ventanas del clasificatorio a la FIBA AmeriCup de 2022.

### Siria
Siendo descendiente de inmigrantes sirios en Argentina, Safar adquirió la ciudadanía de ese país y debutó con el equipo nacional en agosto de 2023 en el Indonesia International Basketball Invitation, un torneo amistoso.

## Palmarés

### Campeonato Nacionales
| Título                         | Club                     | País      | Año     |
| ------------------------------ | ------------------------ | --------- | ------- |
| Torneo Nacional de Ascenso     | Argentino de Junín       | Argentina | 2009-10 |
| Copa Argentina                 | Peñarol de Mar del Plata | Argentina | 2010    |
| Torneo Súper 8                 | Peñarol de Mar del Plata | Argentina | 2011    |
| Liga Nacional de Básquet       | Peñarol de Mar del Plata | Argentina | 2010-11 |
| Interligas                     | Peñarol de Mar del Plata | Argentina | 2012    |
| Liga Nacional de Básquet       | Peñarol de Mar del Plata | Argentina | 2011-12 |
| Torneo Súper 4                 | San Lorenzo              | Argentina | 2017    |
| Liga Nacional de Básquet       | San Lorenzo              | Argentina | 2016-17 |
| Liga de las Américas           | San Lorenzo              | Argentina | 2018    |
| Liga Nacional de Básquet       | San Lorenzo              | Argentina | 2017-18 |
| Liga Profesional de Baloncesto | Titanes de Barranquilla  | Colombia  | 2020    |
| Liga Profesional de Baloncesto | Titanes de Barranquilla  | Colombia  | 2021-1  |
| Liga Profesional de Baloncesto | Titanes de Barranquilla  | Colombia  | 2021-2  |